# Bülent Polat
Bülent Polat   (Tunceli, 8 de març de 1979) és un actor de teatre, sèrie de televisió i cinema turc nascut a Zaza.

## Biografia
La seva vida teatral professional, que va començar amb "Do Not Show" el 1993, va continuar el 1994 amb el paper de "passant" a l'obra "Street Cat", al mateix teatre. Després de renovar el contracte, Polat va actuar en obres com "Forests' Peace Fire", Sobrenom Goncagül i "Keloğlan". Està en maduresa a l'obra "Enfront dels ulls de tothom" dirigida per Orhan Oğuz.
Més tard, Polat va decidir prendre una nova direcció en la seva carrera; Va actuar a "Snake Story" i a la pel·lícula de televisió "Son Oyun", dirigida per Orhan Oğuz. Després va participar en els sketches on dibuixava personatges extraordinaris al programa anomenat "Cafè nocturn". El 2004, va aparèixer amb Engin Günaydın al programa Zaga, presentat per Okan Bayülgen, amb esquemes curts anomenats Grooms als episodis setmanals. Va guanyar la seva autèntica fama amb el personatge de Şehsuvar (Şesu), que va interpretar durant 3,5 anys a la sèrie de televisió European Side.

## Privadesa
Bülent Polat està casat amb Duygu Polat, amb qui va tenir una filla anomenada Doğa Polat.

## Carrera com actor
Bülent Polat va participar en el concurs anomenat Dance on Ice. Després va marxar als EUA i va començar a estudiar primer idioma i després interpretació. Primer, va assistir al taller d'actuació de Stella Adler a Los Angeles. Després es va traslladar a Nova York. Mentre hi estudiava, va començar a dirigir un bar amb la iniciativa d'un amic per guanyar-se la vida. Polat, que regentava un bar a Manhattan durant la seva estada als EUA, va tornar a Turquia el 2011.
Va interpretar el paper de "Sansar" a la sèrie de televisió anomenada İnadına Yaşamak, que es va emetre a Kanal D entre 2013 i 2014. Avui, interpreta el personatge de Gaffur a la sèrie de televisió Bir Zamanlar Çukurova, que s'emet a ATV.

## Pel·lícules
- 2003 - Amaga
- 2004 - Balanç i maniobra (Zagor)
- 2005 - Keloğlan contra el Príncep Negre (Cankuşoğlan)
- 2008 - Punt Zero
- 2014 - Compliu la vostra promesa

## Seqüències
- 1985 - Novè barri estranger (soldat Mehmet)
- 1986 - El meu colom
- 1987 - L'home del pot
- 1989 - Carrusel
- 1991 - Vincles familiars
- 1995 - Taxi de flors
- 1999 - The Snake Story (Mahmut)
- 2001 - Nanny (Hursit)
- 2001 - Yeditepe Istanbul
- 2002 - Nus de bressol
- 2002 - El meu estimat marit
- 2002 - Ah, hi ha per viure!
- 2002 - Lahmacun i Pizza (Takıyettin)
- 2003 - Estagfurullah Yokusu (Osman)
- 2003 - For My Son (Bülent)
- 2004 - Kadirşinas (advocat Vahit)
- 2005 - Gos (aparició de convidat)
- 2004-2006 - Bàndol europeu (Şehsuvar)
- 2006 - Ens trobem en somnis (Halil)
- 2007 - Del collar dels somnis (Ozi)
- 2010 - Hanes (Director, un episodi)
- 2012 - Behzat C. (Bulent Polat)
- 2012 - Històries estranyes (dreta)
- 2012 - Isler Gucler (Boiler Master)
- 2013 - Karagul (Sabri)
- 2014 - Aquells a l'ombra (Ali)
- 2016 - Llangardaix: Renaixement (Yılmaz)
- 2017 - Çukur (propietari del bar)
- 2018-2021- Bir Zamanlar Çukurova (Gaffur Taşkın)